# Beau, j's'rai jamais beau
 (juillet 2011).
Si vous disposez d'ouvrages ou d'articles de référence ou si vous connaissez des sites web de qualité traitant du thème abordé ici, merci de compléter l'article en donnant les références utiles à sa vérifiabilité et en les liant à la section « Notes et références ».
Albums de Claude Barzotti
Le Rital
(1983) C'est moi qui pars...
(1986)
Beau, j's'rai jamais beau, est le troisième album studio de Claude Barzotti, sorti en 1984.

## Liste des titres
| No  | Titre                          | Durée |
| --- | ------------------------------ | ----- |
| 1.  | Prends bien soin d'elle        | 3:48  |
| 2.  | Quand l'accordéon              | 3:41  |
| 3.  | Ou c'était                     | 2:46  |
| 4.  | Le vent ne souffle qu'une fois | 3:36  |
| 5.  | Oublie que je t'oublie         | 3:11  |
| 6.  | Beau, j's'rai jamais beau      | 3:51  |
| 7.  | Pas besoin de requiem          | 2:56  |
| 8.  | L'avenue des marronniers       | 3:36  |
| 9.  | My Love                        | 3:08  |
| 10. | J'ai besoin d'elle             | 2:56  |

## Crédits
- Paroles : Claude Barzotti et Anne-Marie Gaspard, et Musique: Claude Barzotti, sauf

Beau, j's'rai jamais beau : Paroles et Musique: Claude Barzotti.

J'ai besoin d'elle : Paroles : Claude Barzotti et Geraldine Fuster, et Musique: Claude Barzotti.